# Reabilitação da vida selvagem

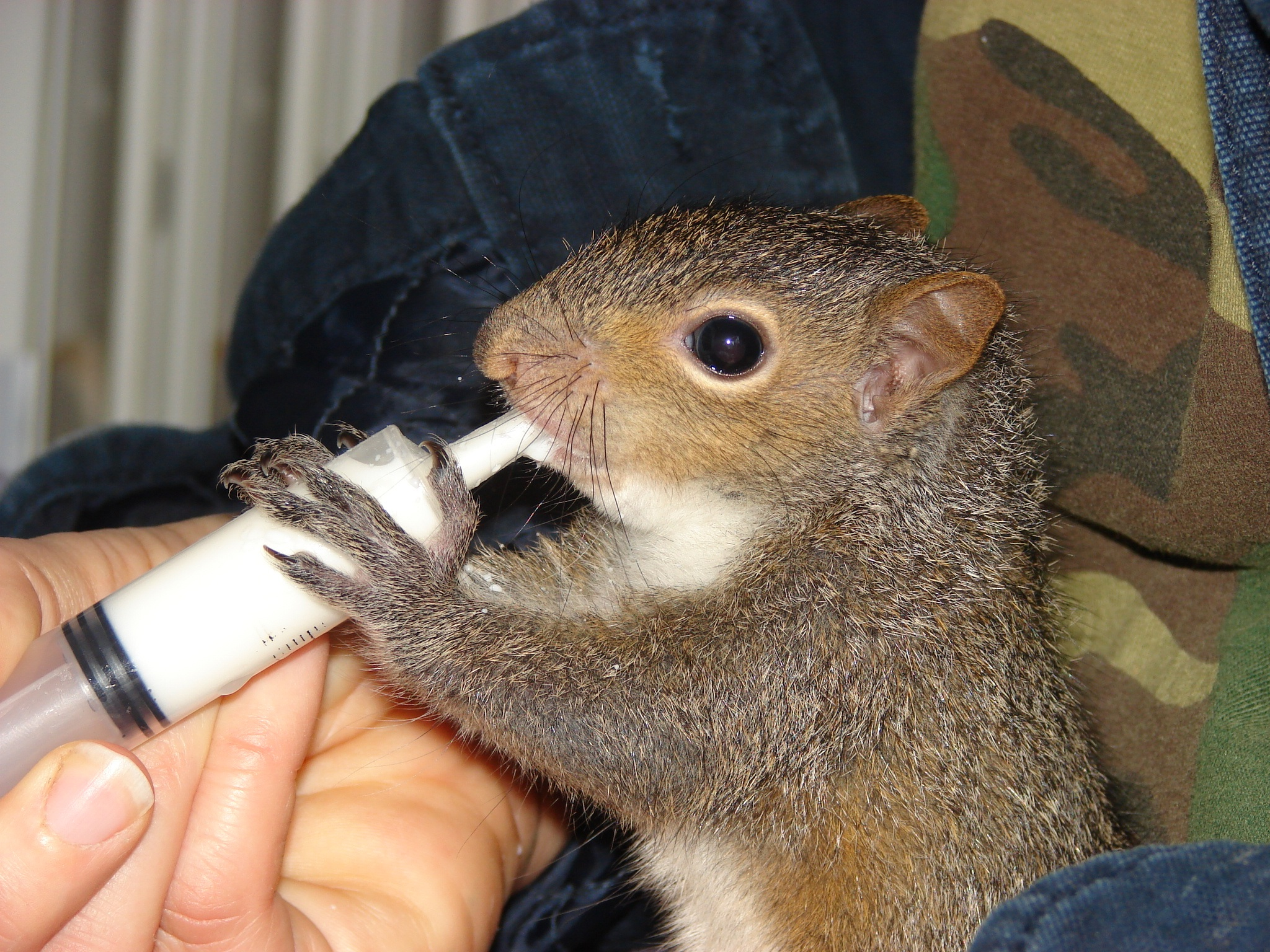
Um jovem esquilo cinza sendo alimentado com uma seringa.

Reabilitação da vida selvagem é o tratamento e o cuidado dado a animais selvagens feridos, doentes ou órfãos para que eles possam ser soltos de volta na natureza.

## História
Essa abordagem tem origens antigas, com muitas pessoas acolhendo animais selvagens e cuidando deles em suas casas até que pudessem ser devolvidos à natureza. Os centros de reabilitação de vida selvagem surgiram na década de 1980 na Espanha, impulsionados pela ação de grupos ambientalistas [carece de fontes?].

## Para tratar

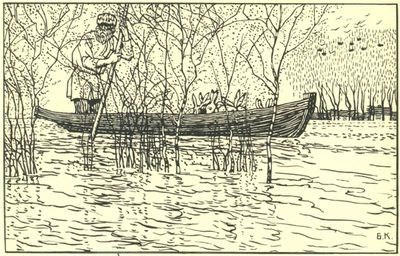
O velho caçador Mazay resgatando lebres perdidas durante enchentes causadas pelo degelo e retratado em um poema do século XIX de Nikolay Nekrasov.

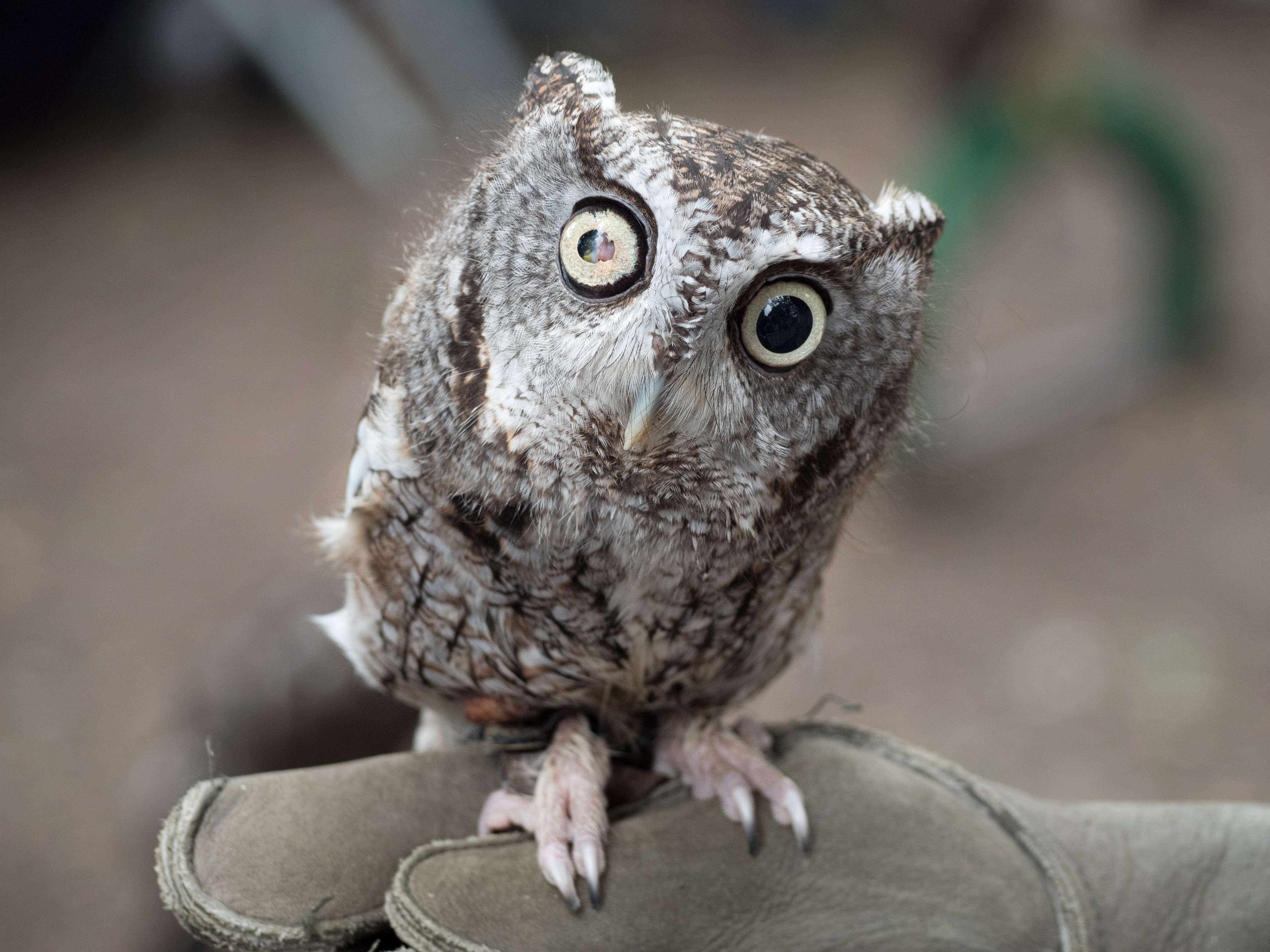
Coruja-gritadora-oriental, resgatada após ferimento no olho.

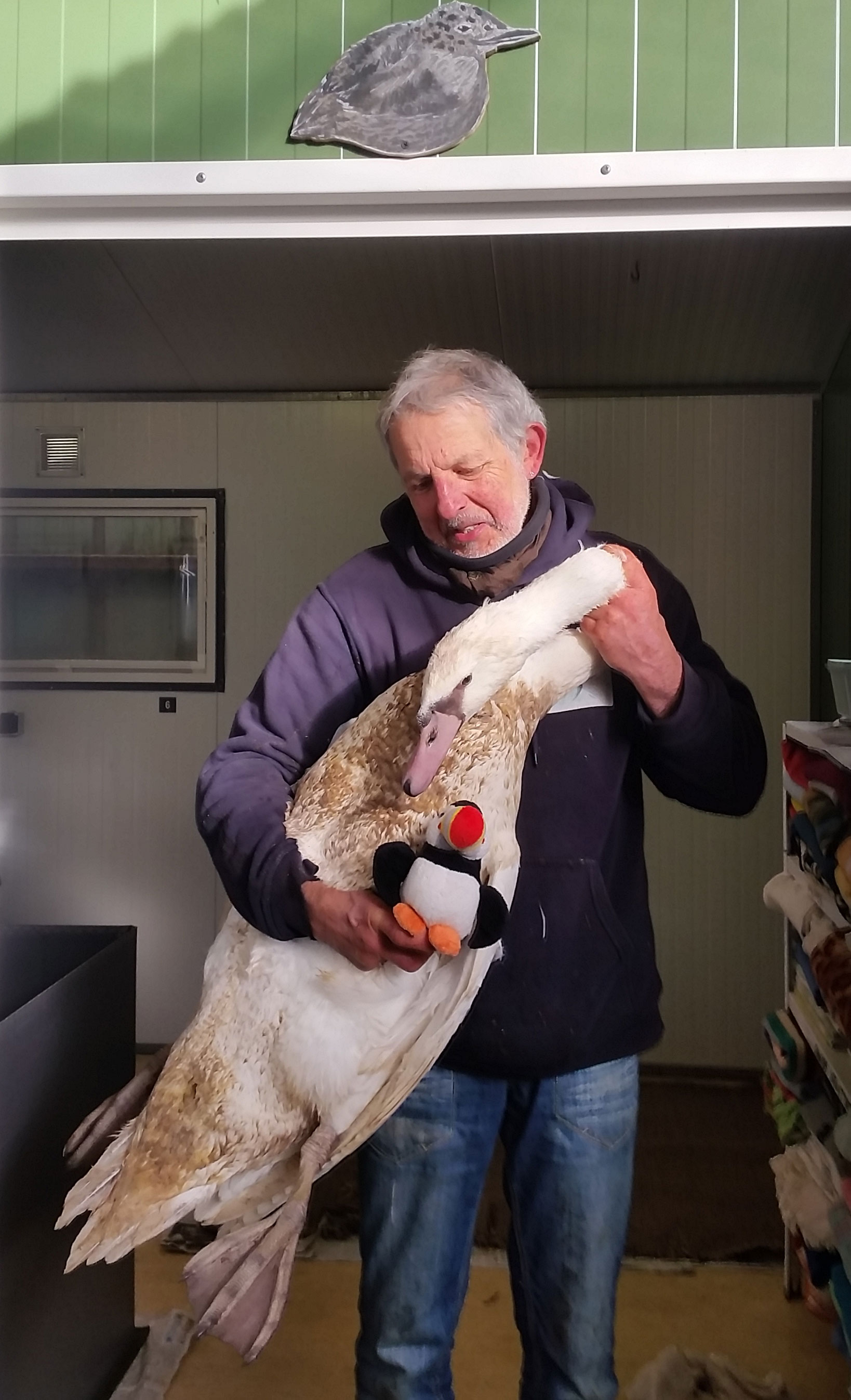
Didier Masci, cofundador do Volée de piafs, o maior centro de cuidados com a vida selvagem da França, com um cisne pronto para ser solto, em dezembro de 2018,.

A reabilitação começa quando um animal é encontrado em situação de vulnerabilidade na natureza ou apreendido durante uma operação antitráfico e é levado para um centro de reabilitação. As razões para acolher animais são muito variadas: colisões com veículos, ferimentos devido à caça, poluições diversas, recuperação de juvenis, impactos contra linhas de energia, ataques de gatos, impactos diversos (janelas, infraestrutura construída, etc.) …
Os reabilitadores então examinam o animal para caracterizar o problema e avaliar a probabilidade de reabilitação bem-sucedida. Se parecer que o animal pode se recuperar o suficiente para retornar à natureza, ele será cuidado, alimentado e alojado até que esteja em um estado de saúde ou independência satisfatório para ser solto.
Animais que não podem ser reabilitados geralmente são sacrificados, embora alguns sejam às vezes colocados em instalações como zoológicos ou santuários, para que possam continuar vivendo. Menos comumente, alguns animais que não podem ser soltos são mantidos em um centro de reabilitação para serem usados como pais substitutos para animais selvagens jovens órfãos ou feridos.
Nem todos os centros estão equipados para todas as espécies. Dependendo da sua capacidade, podem acomodar: aves de rapina (corujas, águias-de-asa-redonda, corujas, abutres, etc.), aves pernaltas (cegonhas, garças, etc.), aves aquáticas (patos, cisnes, limícolas, etc.), outras aves (chapins, martim-pescadores, pica-paus, etc.), mamíferos terrestres (ouriços, esquilos, corças, lebres, morcegos, etc.), mamíferos marinhos (focas, etc.).
A prevenção da impressão e habituação aos humanos é importante no processo de reabilitação. A impressão pode ocorrer quando um animal jovem começa a ver a pessoa responsável pela sua reabilitação como seu principal cuidador  . É possível reverter esse processo na maioria dos animais, mas nem sempre, especialmente em pássaros. É por isso que se estabelecem limites com o animal: usar máscara e luvas para evitar qualquer contato tátil ou visual direto com humanos .

## Fundo
Há uma grande variedade de estruturas que oferecem cuidados à vida selvagem. De maior ou menor porte, essas estruturas são frequentemente associativas, mas podem ser subsidiadas por autoridades públicas ou colaborar com estabelecimentos universitários de veterinária.
Muitos centros de reabilitação também estão envolvidos num processo de educação pública (comunicações contra a recolha injustificada de menores, autocolantes para evitar colisões com janelas, dicas para limitar o risco de acidentes na estrada, etc.) . Alguns centros participam de programas nacionais aprovados para reforço populacional por meio de reprodução em cativeiro. Os centros também colaboram regularmente com as autoridades judiciais no contexto da aplicação da legislação relativa à proteção das espécies.

## Estruturas legais
Em muitos países, a reabilitação da vida selvagem exige aprovação governamental, que pode assumir várias formas. Essa autorização pode abranger tanto a estrutura antes que ela possa abrir e operar, quanto a pessoa responsável pelo centro.